# 마잔다란주
마잔다란주(페르시아어: استان مازندران)는 이란의 한 주이다. 주도는 사리이다.

## 지명
마잔다란주는 이 지역에 많이 살고 있는 마잔다란인의 이름에서 따왔다.

## 지리
카스피해의 남쪽 연안 지역이다.

## 민족
이 곳에는 마잔다란인이 다수를 차지하며, 그 밖에 길라키인, 페르시아인 등이 살고 있다.

## 같이 보기
- 아마르디인
- 사산 왕조
- 타바리스탄